# Plan Solo
Pour les articles homonymes, voir Piano Solo (homonymie).

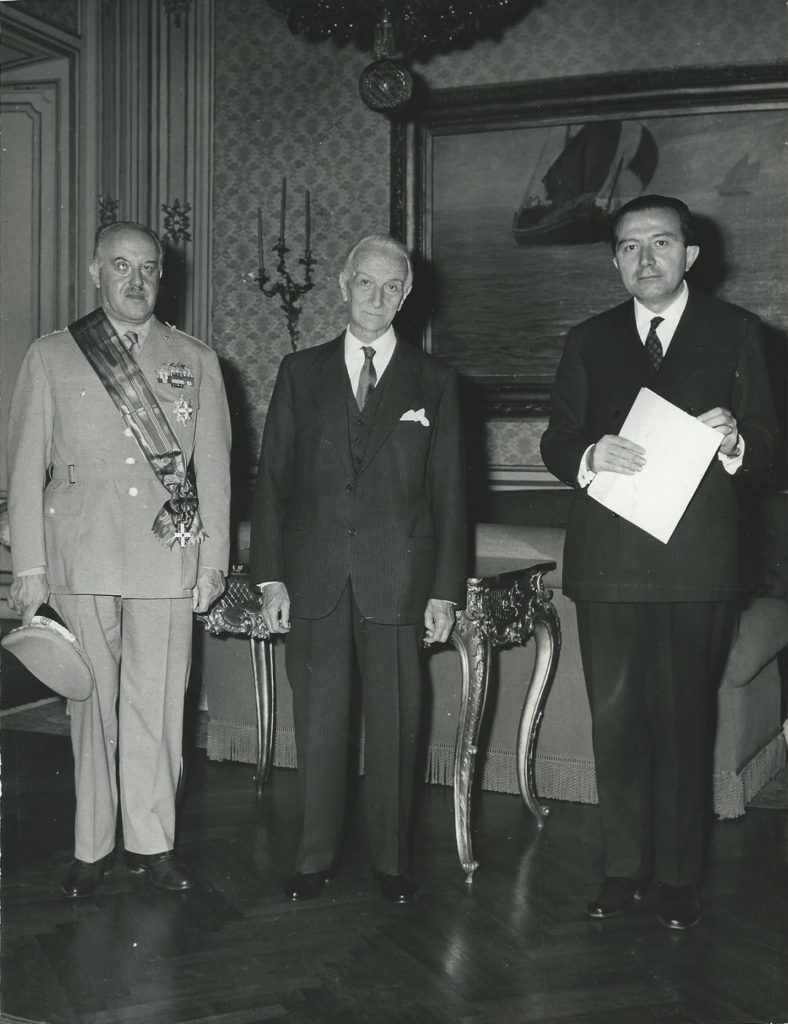
Giovanni de Lorenzo, Antonio Segni et Giulio Andreotti le 11 juin 1964.

Le Plan Solo (en italien, Piano Solo) est un ensemble de mesures prévues à partir de 1964 par le gouvernement italien, et destinées à être mises en œuvre en cas de coup de force communiste ou de guerre entre les pays occidentaux (OTAN) et les « démocraties populaires » (Pacte de Varsovie).

## Historique
Demandé par le président de la République italienne, Antonio Segni, il est préparé par le commandant des carabiniers Giovanni De Lorenzo, début 1964, en collaboration avec le Service des renseignements des forces armées italiennes (SIFAR). Il est prêt le 25 mai[réf. nécessaire] : il consiste en un ensemble de mesures de protection des institutions (Quirinal à Rome) et des organes essentiels de communication (télévision, radio), et de neutralisation du parti communiste (mise à l’écart des cadres du parti communiste italien, prise de contrôle des bâtiments du PCI, du PSI, du PSIUP et du journal L'Unità).
Il est prévu de transférer les cadres du PCI en Sardaigne, dans des locaux utilisés par le plan Gladio à Capo Marrargiu.
En 1967, il est dévoilé par les journalistes Lino Jannuzzi et Eugenio Scalfari de l'Espressso et devient l'objet d'une procès entre De Lorenzo et Scalfari, d’une enquête parlementaire, et le débat sur la nature de ce plan reste très animé jusqu'à nos jours.